# 山梨県の市町村旗一覧
山梨県の市町村旗一覧（やまなしけんのしちょうそんきいちらん）は、山梨県内の市町村に制定されている、あるいは制定されていた市町村旗の一覧である。なお、一覧の順序は全国地方公共団体コード順による。廃止された市町村章は廃止日から順に掲載している。

## 市部
| 市           | 市旗 | 制定有無 | 制定日         | 旗の色                                         | 備考                                                                                  |
| ------------ | ---- | -------- | -------------- | ---------------------------------------------- | ------------------------------------------------------------------------------------- |
| 甲府市       |      | あり     | 1906年10月13日 | 地色は白色であり、紋章は葡萄色が指定されている |                                                                                       |
| 富士吉田市   |      | あり     | 1951年5月4日   | 地色は水色であり、紋章は白色が指定されている   |                                                                                       |
| 都留市       |      | なし     | なし           | 地色は臙脂色であり、紋章は白色が指定されている |                                                                                       |
| 山梨市       |      | なし     | なし           | 地色は白色であり、紋章は指定色が指定されている | 2代目の市旗である                                                                     |
| 大月市       |      | なし     | なし           | 地色は白色であり、紋章は赤色が指定されている   |                                                                                       |
| 韮崎市       |      | あり     | 1955年9月21日  | 地色は青色であり、紋章は白色が指定されている   |                                                                                       |
| 南アルプス市 |      | なし     | なし           | 地色は白色であり、紋章は指定色が指定されている |                                                                                       |
| 北杜市       |      | なし     | なし           | 地色は白色であり、紋章は指定色が指定されている | 旗の下側に「上側は北杜市・下側はHOKUTO CITY」と表記し、青色と黄色の線で扇型にしている |
| 甲斐市       |      | なし     | なし           | 地色は白色であり、紋章は指定色が指定されている |                                                                                       |
| 笛吹市       |      | あり     | 2004年10月1日  | 地色は青色であり、紋章は白色が指定されている   |                                                                                       |
| 上野原市     |      | なし     | なし           | 地色は白色であり、紋章は指定色が指定されている |                                                                                       |
| 甲州市       |      | あり     | 2005年11月1日  | 地色は紫色であり、紋章は白色が指定されている   |                                                                                       |
| 中央市       |      | なし     | なし           | 地色は白色であり、紋章は指定色が指定されている |                                                                                       |

## 町村部
| 郡       | 町村         | 町村旗 | 制定有無 | 制定日       | 旗の色                                                       | 備考              |
| -------- | ------------ | ------ | -------- | ------------ | ------------------------------------------------------------ | ----------------- |
| 西八代郡 | 市川三郷町   |        | なし     | なし         | 地色は藍色であり、紋章は白色が指定されている                 |                   |
| 南巨摩郡 | 早川町       |        | なし     | なし         | 地色は藍色であり、紋章は白色が指定されている                 |                   |
| 南巨摩郡 | 身延町       |        | なし     | なし         | 地色は紫色であり、紋章は指定色が指定されている               | 2代目の町旗である |
| 南巨摩郡 | 南部町       |        | なし     | なし         | 地色は紫色であり、紋章は指定色が指定されている               | 2代目の町旗である |
| 南巨摩郡 | 富士川町     |        | なし     | なし         | 地色は白色であり、紋章は指定色が指定されている               |                   |
| 中巨摩郡 | 昭和町       |        | なし     | なし         | 地色は紫色であり、紋章は白色が指定されている                 |                   |
| 南都留郡 | 道志村       |        | なし     | なし         | 地色は白色であり、紋章は青色が指定されている                 |                   |
| 南都留郡 | 西桂町       |        | なし     | なし         | 地色は藍色であり、紋章は白色が指定されている                 |                   |
| 南都留郡 | 忍野村       |        | なし     | なし         | 地色は水色であり、紋章は白色が指定されている                 |                   |
| 南都留郡 | 山中湖村     |        | なし     | なし         | 地色は濃藍色であり、紋章は橙色・縁部分は白色が指定されている |                   |
| 南都留郡 | 鳴沢村       |        | なし     | なし         | 地色は水色であり、紋章は白色が指定されている                 |                   |
| 南都留郡 | 富士河口湖町 |        | なし     | なし         | 地色は白色であり、紋章は指定色が指定されている               |                   |
| 北都留郡 | 小菅村       |        | あり     | 1971年8月2日 | 地色は臙脂色であり、紋章は緑色・縁部分は白色が指定されている |                   |
| 北都留郡 | 丹波山村     |        | なし     | なし         | -                                                            |                   |

## 廃止された市町村旗
| 市郡     | 町村       | 市町村旗 | 制定有無 | 制定日        | 廃止日         | 旗の色                                                                    | 備考             |
| -------- | ---------- | -------- | -------- | ------------- | -------------- | ------------------------------------------------------------------------- | ---------------- |
| 中巨摩郡 | 南部町     |          | なし     | なし          | 2003年3月1日   | 地色は藍色であり、紋章は黄色が指定されている                              | 初代の町旗である |
| 中巨摩郡 | 富沢町     |          | なし     | なし          | 2003年3月1日   | 地色は藍色であり、紋章は黄色が指定されている                              |                  |
| 中巨摩郡 | 白根町     |          | なし     | なし          | 2003年4月1日   | 地色は水色であり、紋章は白色が指定されている                              |                  |
| 中巨摩郡 | 若草町     |          | なし     | なし          | 2003年4月1日   | 地色は緑色であり、紋章は黒色が指定されている                              |                  |
| 中巨摩郡 | 櫛形町     |          | なし     | なし          | 2003年4月1日   | 地色は藍色であり、紋章は白色が指定されている                              |                  |
| 中巨摩郡 | 甲西町     |          | なし     | なし          | 2003年4月1日   | 地色は濃臙脂色であり、紋章は白色が指定されている                          |                  |
| 中巨摩郡 | 八田村     |          | あり     | 1966年5月3日  | 2003年4月1日   | 地色は臙脂色であり、紋章は白色が指定されている                            |                  |
| 中巨摩郡 | 芦安村     |          | なし     | なし          | 2003年4月1日   | 地色は臙脂色であり、紋章は白色が指定されている                            |                  |
| 南都留郡 | 河口湖町   |          | なし     | なし          | 2003年11月15日 | 地色は濃緑色であり、紋章は白色が指定されている                            |                  |
| 南都留郡 | 勝山村     |          | なし     | なし          | 2003年11月15日 | 地色は水色であり、紋章は白色が指定されている                              |                  |
| 南都留郡 | 足和田村   |          | なし     | なし          | 2003年11月15日 | 地色は臙脂色であり、紋章は白色が指定されている                            |                  |
| 中巨摩郡 | 竜王町     |          | なし     | なし          | 2004年9月1日   | -                                                                         |                  |
| 中巨摩郡 | 敷島町     |          | なし     | なし          | 2004年9月1日   | -                                                                         |                  |
| 北巨摩郡 | 双葉町     |          | なし     | なし          | 2004年9月1日   | -                                                                         |                  |
| 南巨摩郡 | 身延町     |          | なし     | なし          | 2004年9月13日  | -                                                                         | 初代の町旗である |
| 南巨摩郡 | 中富町     |          | なし     | なし          | 2004年9月13日  | -                                                                         |                  |
| 西八代郡 | 下部町     |          | なし     | なし          | 2004年9月13日  | -                                                                         |                  |
| 東山梨郡 | 春日居町   |          | あり     | 1969年9月27日 | 2004年10月12日 | 地色は濃緑色（深緑色）であり、紋章は白色が指定されている                  |                  |
| 東八代郡 | 石和町     |          | なし     | なし          | 2004年10月12日 | 地色は水色であり、紋章は白色が指定されている                              |                  |
| 東八代郡 | 御坂町     |          | なし     | なし          | 2004年10月12日 | 地色は藍色であり、紋章は白色が指定されている                              |                  |
| 東八代郡 | 一宮町     |          | なし     | なし          | 2004年10月12日 | 地色は濃紫色であり、紋章は白色が指定されている                            |                  |
| 東八代郡 | 八代町     |          | なし     | なし          | 2004年10月12日 | 地色は藍色であり、紋章は白色が指定されている                              |                  |
| 東八代郡 | 境川村     |          | なし     | なし          | 2004年10月12日 | 地色は白色であり、紋章は藍色が指定されている                              |                  |
| 北巨摩郡 | 須玉町     |          | なし     | なし          | 2004年11月1日  | 地色は臙脂色であり、紋章は白色が指定されている                            |                  |
| 北巨摩郡 | 高根町     |          | なし     | なし          | 2004年11月1日  | 地色は赤茶色であり、紋章は白色が指定されている                            |                  |
| 北巨摩郡 | 長坂町     |          | なし     | なし          | 2004年11月1日  | 地色は紫色であり、紋章は白色が指定されている                              |                  |
| 北巨摩郡 | 白州町     |          | なし     | なし          | 2004年11月1日  | 地色は藍色であり、紋章は白色が指定されている                              |                  |
| 北巨摩郡 | 大泉村     |          | なし     | なし          | 2004年11月1日  | 地色は青色であり、紋章は白色が指定されている                              |                  |
| 北巨摩郡 | 明野村     |          | なし     | なし          | 2004年11月1日  | 地色は黄緑色であり、紋章は白色が指定されている                            |                  |
| 北巨摩郡 | 武川村     |          | なし     | なし          | 2004年11月1日  | 地色は赤色であり、紋章は白色が指定されている                              |                  |
| 北都留郡 | 上野原町   |          | なし     | なし          | 2005年2月13日  | -                                                                         |                  |
| 南都留郡 | 秋山村     |          | なし     | なし          | 2005年2月13日  | -                                                                         |                  |
| 山梨市   |            |          | あり     | 1954年10月1日 | 2005年3月22日  | 地色は紫紺色であり、紋章は白色が指定されている                            | 初代の市旗である |
| 東山梨郡 | 牧丘町     |          | なし     | なし          | 2005年3月22日  | -                                                                         |                  |
| 東山梨郡 | 三富村     |          | なし     | なし          | 2005年3月22日  | -                                                                         |                  |
| 西八代郡 | 三珠町     |          | なし     | なし          | 2005年10月1日  | -                                                                         |                  |
| 西八代郡 | 市川大門町 |          | なし     | なし          | 2005年10月1日  | -                                                                         |                  |
| 西八代郡 | 六郷町     |          | なし     | なし          | 2005年10月1日  | -                                                                         |                  |
| 塩山市   |            |          | あり     | 1955年7月14日 | 2005年11月1日  | 地色は濃緑色であり、紋章は白色が指定されている                            |                  |
| 東山梨郡 | 勝沼町     |          | なし     | なし          | 2005年11月1日  | 地色は紫色であり、紋章は白色が指定されている                              |                  |
| 東山梨郡 | 大和村     |          | あり     | 1971年10月1日 | 2005年11月1日  | 地色は水色であり、紋章は白色が指定されている                              |                  |
| 中巨摩郡 | 玉穂町     |          | なし     | なし          | 2006年2月20日  | -                                                                         |                  |
| 中巨摩郡 | 田富町     |          | なし     | なし          | 2006年2月20日  | -                                                                         |                  |
| 東八代郡 | 豊富村     |          | なし     | なし          | 2006年2月20日  | -                                                                         |                  |
| 東八代郡 | 中道町     |          | あり     | 1963年9月14日 | 2006年3月1日   | -                                                                         |                  |
| 西八代郡 | 上九一色村 |          | あり     | 1968年7月17日 | 2006年3月1日   | 指定されていない 慣例として地色は臙脂色であり、紋章は白色が指定されている |                  |
| 北巨摩郡 | 小淵沢町   |          | なし     | なし          | 2006年3月15日  | -                                                                         |                  |
| 東八代郡 | 芦川村     |          | あり     | 1969年3月24日 | 2006年8月1日   | -                                                                         |                  |
| 中巨摩郡 | 増穂町     |          | なし     | なし          | 2010年3月8日   | -                                                                         |                  |
| 中巨摩郡 | 鰍沢町     |          | なし     | なし          | 2010年3月8日   | -                                                                         |                  |

### 書籍
- 中川幸也『シリーズ人間とシンボル第2号「都市の旗と紋章」』中川ケミカル、1987年10月11日。
- NHK情報ネットワーク『NHKふるさとデータブック4 [北陸・甲信越]』日本放送協会、1992年4月1日。

### 自治体書籍
- 塩山市役所『塩山市例規集』山梨県塩山市。
- 上九一色村役場『上九一色村例規集』山梨県西八代郡上九一色村。
- 大和村役場『大和村例規集』山梨県西八代郡大和村。
- 八田村役場『八田村例規集』山梨県中巨摩郡八田村。
- 春日居町役場『春日居町例規集』山梨県東山梨郡春日居町。